# Bahçelievler
Bahçelievler és un districte residencial d'Istanbul, Turquia, situat en la part europea de la ciutat. Es troba al nord del districte de Bakırköy, d'on se separa com un nou districte, el 1992.

## Història
A Bahçelievler es va extreure la pedra emprada per construir l'antiga ciutat de Constantinoble. Abans de la conquesta d'aquesta per l'Imperi Otomà, la zona estava constituïda per terres de cultiu habitades per grecs. Després de la fundació de la República en 1923, Bahçelievler es va començar a formar a partir d'assentaments construïts en les vies que partien del centre de la província cap a Europa, primer la Londra Asfalt i posteriorment la E5, carretera construïda en els anys 1960. Es van construir fàbriques a les carreteres i, posteriorment, s'hi construïren edificis residencials. La població de Bahçelievler va passar de 8.500 en 1960 a 100.000 en 1975; en l'actualitat, més de mig milió de persones comparteixen una superfície de 16,7 km²;.
En els anys 1970, part del districte es va construir d'acord amb un pla urbanístic i, fins a la dècada següent, Bahçelievler es caracteritzava per cases amb jardins. Tanmateix, durant el ràpid creixement del país dels anys 1980 i 1990, la majoria d'aquestes cases van ser enderrocades, venudes a promotors immobiliaris i substituïdes per blocs de pisos amb moltes menys zones verdes. En l'actualitat, els jardins es limiten gairebé exclusivament al centre del districte.

## Bahçelievler en l'actualitat
Alguns barris de Bahçelievler, com Bahçelievler, Basın Sitesi i Yayla, compten amb avingudes poblades d'arbres, edificis bonics i petits parcs, grans centres comercials, cinemes i cafeteries. El tràfic en aquestes zones sol ser dens, malgrat la construcció en 2006 de noves carreteres, ponts i passos subterranis.
Als barris dels afores, com ara Yenibosna o Soğanlı, s'hi poden trobar fàbriques, botigues i altres negocis (inclosos molts majoristes del sector tèxtil), tot això intercalat amb zones residencials densament poblades (edificis d'entre 6 i 8 plantes que formen llargues fileres de blocs) i àmplies avingudes.
Bahçelievler compta amb facultats de quatre universitats, nombrosos col·legis públics i privats, i hospitals.

## Transport
A Bahçelievler s'hi pot accedir en autobús, minibús, dolmuş (taxi compartit) o cotxe, principalment per l'autopista E5, i amb tren.

## Demografia
| Any      | 1935 | 1940 | 1945 | 1950 | 1955  | 1960  | 1965   | 1970   | 1975    | 1980    | 1985    | 1990    | 1997    | 2000    | 2008    |
| Població | 523  | 542  | 601  | 812  | 1.322 | 8.509 | 20.881 | 49.320 | 102.533 | 160.733 | 237.691 | 322.234 | 442.877 | 464.903 | 571.711 |
| -------- | ---- | ---- | ---- | ---- | ----- | ----- | ------ | ------ | ------- | ------- | ------- | ------- | ------- | ------- | ------- |

## Mahalleler
Cumhuriyet  ·  Çobançeşme  ·  Fevzi Çakmak  ·  Hürriyet  ·  Kocasinan  ·  Merkez  ·  Siyavuşpaşa  ·  Soğanlı  ·  Şirinevler  ·  Yenibosna  ·  Zafer
Barris:
Camlıkahve  ·  Çalışlar  ·  Haznedar  ·  Merter  ·  Talatpaşa  ·  Ünverdi  ·  Yayla